# بوبي برينان
بوبي برينان (بالإنجليزية: Bobby Brennan)‏ (14 مارس 1925 ببلفاست في المملكة المتحدة - 2002 بنورتش في المملكة المتحدة) هو لاعب كرة قدم بريطاني (وحمل سابقاً جنسية المملكة المتحدة لبريطانيا العظمى وأيرلندا) في مركز جناح ‏. شارك مع منتخب أيرلندا الشمالية لكرة القدم. أما مع النوادي، فقد لعب مع برمنغهام سيتي وليسبورن ديستليري ونادي فولهام ونادي لوتون تاون ونورويتش سيتي ونادي كينغز لين وغريت يارموث تاون ‏.

## وصلات خارجية
- بوبي برينان على موقع قاعدة بيانات كرة القدم.إي يو (الإنجليزية)